# 大久保謙
大久保 謙（おおくぼ けん、1899年4月18日 - 1986年3月26日）は、日本の実業家。三菱電機代表取締役社長や、日本電機工業会会長、日本兵器工業会会長、日本電子機械工業会会長などを歴任した。正四位勲二等旭日重光章。

## 人物・経歴
栃木県出身。1921年東京高等工業学校（のちの東京科学大学）機械科卒業。1924年東北帝国大学工学部電気工学科卒業、三菱電機入社。姫路工場長、営業部長を経て、1954年取締役事業部長に昇格。
1964年から三菱電機社長を務め、兵器事業の強化にあたった。
1965年藍綬褒章受章。
1970年三菱電機会長。1971年蔵前工業会理事長。日本電機工業会会長、日本兵器工業会会長、日本電子機械工業会会長も歴任。アントニオ猪木の仲人も務めた。1977年勲二等旭日重光章受章。1986年特旨を以て位記を追賜せられ、正四位に叙された。